# John Armstrong, Jr.
John Armstrong, Jr. (Carlisle, 25 de novembro de 1758 — Red Hook, Nova Iorque, 1 de abril de 1843) foi um militar e estadista americano, delegado no Congresso Continental, senador dos Estados Unidos por Nova Iorque e secretário da Guerra.

## Juventude
Armstrong Carlisle, Pensilvânia, filho mais novo do general John Armstrong e de Rebecca (Lyon) Armstrong. John Armstrong Sênior foi um renomado soldado da Pensilvânia, nascido na Irlanda de ascendência escocesa. O irmão mais velho de John Jr. foi James Armstrong, que se tornou médico e congressista dos Estados Unidos.
Após a educação inicial em Carlisle, John Jr. estudou no Colégio de Nova Jérsei (atual Universidade de Princeton). Interrompeu seus estudos em Princeton em 1775 para retornar à Pensilvânia e se juntar à luta na Guerra da Independência.

## Carreira

### Guerra da Independência
O jovem Armstrong inicialmente se juntou a um regimento de milicianos da Pensilvânia e no ano seguinte foi indicado como ajudante de ordens do general Hugh Mercer do Exército Continental. Nesta função, levou o ferido e moribundo general Mercer para fora do campo de batalha de Princeton. Depois que o general morreu em 12 de janeiro de 1777, Armstrong se tornou ajudante do general Horatio Gates. Permaneceu com Gates, durante as Batalhas de Saratoga, e em seguida, deixou o Exército devido a problemas com sua saúde. Em 1782, Gates, pediu-lhe para voltar. Armstrong se juntou à equipe do general Gates como assessor, com a patente de major, que manteve até o final da guerra.

### Cartas de Newburgh
Quando servia sob o comando de Gates em Newburgh, Nova Iorque, Armstrong se envolveu na Conspiração de Newburgh. É muitas vezes reconhecido como o autor das duas cartas anônimas dirigidas a oficiais no acampamento. A primeira, intitulada "Um Comunicado aos Oficiais" (de 10 de março de 1783), convocava uma reunião para discutir salários atrasados e outros agravos contra o Congresso e formar um plano de ação. Depois que George Washington ordenou que a reunião fosse cancelada e convocou uma reunião para 15 de março, um segundo comunicado afirmava que isto demonstrava que Washington apoiava suas ações.
Washington desativou com sucesso este protesto antes de se tornar um motim. Enquanto algumas das correspondência posterior de Armstrong admitissem seu papel, nunca houve qualquer ação oficial que ligasse Armstrong como sendo o autor das cartas anônimas.

### Depois da Revolução
Mais tarde, em 1783, Armstrong retornou para casa em Carlisle e tornou-se membro original Sociedade do Cincinnati da Pensilvânia. Foi nomeado ajudante-geral da milícia da Pensilvânia e serviu também como Secretário da Comunidade da Pensilvânia nos governos de John Dickinson e Benjamin Franklin. Em 1784, ele liderou uma força militar de quatrocentos milicianos em uma controvérsia com colonos do Connecticut no vale de Wyoming, na Pensilvânia. Suas táticas enfureceram os estados vizinhos de Vermont e Connecticut, que enviaram sua própria milícia para a área. Timothy Pickering foi enviado para forjar uma solução para a dificuldade e os colonos puderam manter o título das terras que haviam conquistados. Em 1787 e 1788 foi enviado como delegado pela Pensilvânia para o Congresso Continental. O Congresso ofereceu-lhe para ser o chefe de justiça do Território do Noroeste. Ele não aceitou, assim como todos os outros cargos públicos que lhe ofereceram nos doze anos seguintes.
Armstrong retomou à vida pública após a renúncia de John Laurance como senador dos Estados Unidos por Nova Iorque. Como Republicano foi eleito em novembro de 1800 para um mandato até março de 1801. Tomou posse em 8 de janeiro, e foi reeleito em 27 de janeiro para um mandato completo (1801-1807), mas renunciou em 5 de fevereiro de 1802. DeWitt Clinton foi eleito para preencher a vaga, mas renunciou em 1803 e Armstrong foi nomeado temporariamente para o seu antigo posto.
Em fevereiro de 1804, Armstrong foi eleito novamente para o Senado dos Estados Unidos para preencher a vaga causada pela renúncia de Theodorus Bailey, movendo-se, assim, da cadeira de Classe 3 para a de Classe 1 em 25 de fevereiro, mas serviu apenas quatro meses antes do Presidente Jefferson nomeá-lo Ministro dos Estados Unidos na França.
Em Paris, Armstrong trouxe como seu secretário particular o exilado irlandês unido, David Bailie Warden. Depois de servir como cônsul, Warden seria o autor da primeira grande obra de referência para o corpo diplomático; uma contribuição "pioneira" para "o surgimento de visões doutrinárias e uma literatura especializada em direito internacional".
Armstrong serviu nesse cargo até 1810, e também representou os Estados Unidos na corte de Espanha em 1806.
Quando a Guerra de 1812 eclodiu, Armstrong foi chamado para o serviço militar. Foi comissionado como general de brigada, e colocado no comando das defesas do porto de Nova Iorque. Depois, em 1813 o Presidente Madison nomeou-o Secretário de Guerra.
Henry Adams escreveu sobre ele:
Apesar dos serviços, habilidades e experiência de Armstrong, algo em seu personagem sempre gerou desconfiança. Ele tinha todas as vantagens de educação, conexão social e política, habilidade e autoconfiança; ele tinha apenas 54 anos de idade, que também era a idade de Monroe; mas ele sofreu com a reputação de indolência e intriga. Tão forte era o preconceito contra ele que obteve apenas dezoito votos contra quinze no Senado em sua confirmação; e enquanto os dois senadores da Virgínia não votaram, os dois do Kentucky votaram negativamente. Sob tais circunstâncias, nada além do sucesso militar de primeira ordem poderia garantir um campo justo para o rival de Monroe.
Armstrong fez uma série de mudanças importantes nas forças armadas, mas estava tão convencido de que os britânicos não iriam atacar Washington D.C. que não fez nada para defender a cidade, mesmo quando ficou claro que este era o objetivo da força de invasão. Após a derrota americana na Batalha de Bladensburg e a subsequente queima de Washington, Madison, geralmente um homem misericordioso, o forçou a renunciar em setembro de 1814.

### Últimos anos
Armstrong retornou para sua fazenda e retomou uma vida tranquila. Publicou uma série de histórias, biografias, e algumas obras sobre agricultura. Morreu na mansão La Bergerie (mais tarde renomeada de Rokeby), a fazenda que ele construiu em Red Hook, Nova Iorque em 1843 e está sepultado no cemitério de Rhinebeck. Após a morte de Paine Wingate em 1838, ele se tornou o último delegado sobrevivente do Congresso Continental, e o único a ser fotografado.

## Vida Pessoal

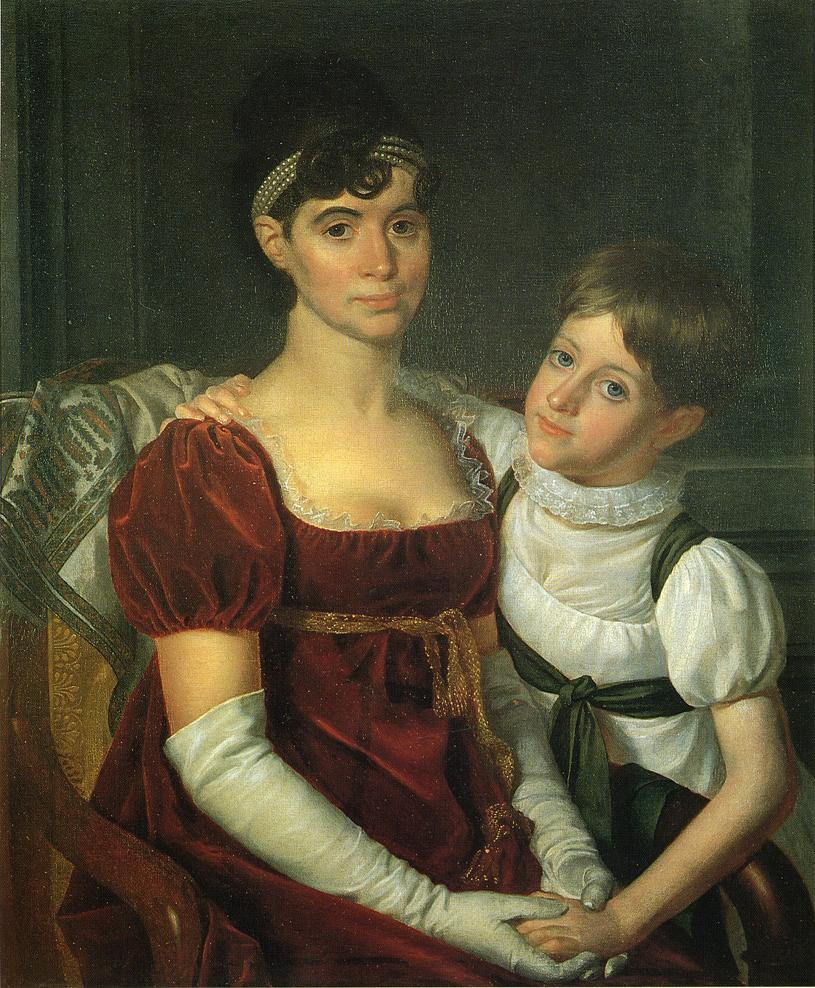
Alida Livingston Armstrong e Filha, Rembrandt Peale, c. 1810

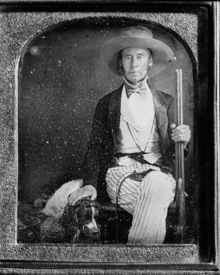
Daguerreótipo de Armstrong em 1840. Esta foto é a única de uma pessoa que atuou como delegada no Congresso Continental

Em 1789, Armstrong casou-se com Alida Livingston (1761–1822), a filha mais nova do juiz Robert Livingston (1718–1775) e Margaret (nascida Beekman) Livingston. Alida também era irmã do chanceler Robert R. Livingston e Edward Livingston. Juntos, eles tiveram sete filhos:
- Major Horatio Gates Armstrong (1790-1858), soldado na Guerra de 1812.[13]
- Henry Beekman Armstrong (1791-1854), também um soldado na Guerra de 1812.[14]
- John Armstrong (1794-1852), que se mudou para Nova Iorque e passou a viver como fazendeiro em La Bergerie, uma fazenda comprada por sua família no condado de Dutchess
- Robert Livingston Armstrong (1797-1834)[15]
- Margaret Rebecca Armstrong (1800–1872), que se casou com William Backhouse Astor, Sr. (1792–1875) da proeminente família Astor.[16][12]
- James Kosciuszko Armstrong (1801–1868)
- William Armstrong (1814–1902), que se casou com Lucy A. Hickernell (1816–1894).

Armstrong morreu em Red Hook, Nova Iorque, em 1 de abril de 1843. Foi sepultado no Cemitério de Rhinebeck em Rhinebeck, Nova Iorque.

### Residências

#### Almont
A primeira fazenda de Armstrong no condado de Dutchess, chamada "Altmont" (também conhecido como "The Meadows"), era originalmente parte da patente de Schuyler. Em 1795, ele comprou uma parte da fazenda da família Van Benthuysen e converteu um celeiro existente em uma residência de estilo federal de dois andares com doze quartos. Por volta de 1800, Armstrong vendeu "Almont" para Andrew e Anna Verplanck Deveaux. Deveaux morreu em 1812; em 1816, sua viúva vendeu "Deveaux Park" a John Stevens. A mansão pegou fogo por volta de 1879. Em 1908, os direitos da madeira serrada sobre as florestas de carvalho branco e castanheiros foram vendidos para a compra de madeira no mercado de Nova Iorque.

#### La Bergerie
Após a morte de Margaret Beekman Livingston, viúva do juiz Robert Livingston, grande parte das terras de Clermont foi distribuída entre os herdeiros. John R. Livingston recebeu o terreno que se tornaria a propriedade "Messena". Sua irmã Alida Livingston Armstrong herdou a propriedade logo ao sul. Lá, os Armstrong criaram "La Bergerie", uma propriedade onde criavam ovelhas Merino. Os Astors a compraram para uma casa de verão e o renomearam Rokeby. Margaret Chanler Aldrich, bisneta de Margaret Armstrong Astor, casou-se com Richard Aldrich. Rokeby permanece na família Aldrich.